# ناوله (روستا)
 ناوله  به عربی ( نَاوِلَة )، روستایی است در دهستان المَنار از توابع استان اَبیَن در کشور یمن در شبه جزیره عربستان.

## جمعیت
جمعیت آن (۷۰) نفر (۷ خانوار) می‌باشد.